# Histamenon

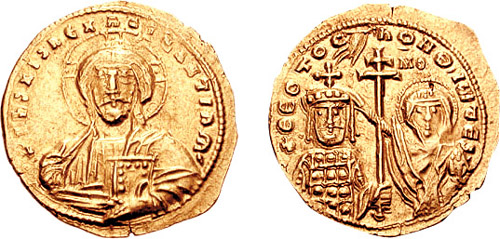
Histamenon de Juan I Tzimisces.

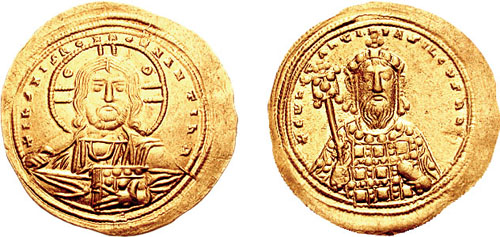
Histamenon de Constantino VIII.

El histamenon o histámenon (griego: [νόμισμα] ἱστάμενον, [nómisma] histámenon, "[moneda] estándar") es el nombre que se le dio al sólido bizantino de oro, cuando se introdujo el tetarteron, ligeramente de menor valor, en la década de 960. Para distinguirlos, el histámenon cambió de forma respecto al sólido original, haciéndose más ancho y delgado y adopta una forma cóncava (escifata). Más tarde se abrevió a stamenon (griego: στάμενον) y dejó de usarse después de 1092. 
En griego, la palabra histēmi significa "ser de buen peso".

## Historia

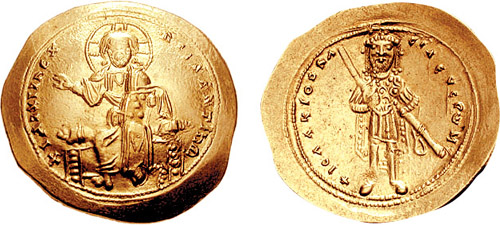
Histamenon del emperador Isaac I Comneno (r. 1057–1059), con su ya característica forma cóncava.

Desde que el emperador Constantino I (r. 306-337) lo introdujo en 309, la principal moneda del Imperio bizantino había sido el sólido o nomisma de alta calidad, que se había mantenido estándar en peso (4,55 gramos) y contenido de oro (24 quilates) a lo largo de los siglos. El emperador Nicéforo II Focas (r. 963-969), sin embargo, introdujo una nueva moneda, el [nomisma] tetarteron ("cuarto [de moneda]") que era de 2 quilates (es decir, alrededor de 1⁄12, a pesar de su nombre) más ligero que el nomisma original. Este pasó a denominarse histamenon, del verbo griego ἵστημι, "ponerse de pie", lo que implica que seguían el estándar tradicional. Las razones de este cambio no están claras; los cronistas bizantinos, sin embargo, sugieren motivos fiscales, informando de que Nicéforo recaudaba los impuestos como antes en el histamenon mientras que los devolvía con el tetarteron, cuyo valor oficial era igual al de la moneda de peso completo.
Al principio, las dos monedas eran prácticamente indistinguibles, excepto por el peso. A finales del reinado de Basilio II (r. 976-1025), el tetarteron comenzó a acuñarse más grueso y pequeño, mientras que el histamenon se hizo más delgado y ancho. Solo durante el reinado de Constantino VIII (r. 1025-1028) las dos monedas se diferenciaron también iconográficamente.
A mediados del siglo XI, el tetarteron medía 18 mm de ancho y su peso se estandarizó aparentemente en 3,98 gramos, es decir, tres quilates menos que el histamenon o stamenon (nombre atestiguado por primera vez en 1030), que ahora medía 25 mm de diámetro (frente a los 20 mm del sólido original). Además, bajo el reinado de Miguel IV el Paflagonio (r. 1034-1041), comenzó a acuñarse en forma ligeramente cóncava ("escifata"), posiblemente para aumentar la resistencia de la delgada moneda y hacerla menos fácil de doblar. Las monedas planas se siguieron acuñando a veces, pero las escifatas predominaron a partir de Constantino IX (r. 1042-1055) y se convirtieron en estándar bajo Isaac I Comneno (r. 1057-1059). Estas monedas cóncavas eran conocidas como histamena trachea o simplemente trachea (τραχέα, "áspera, desigual") por su forma.

### Depreciación y abolición

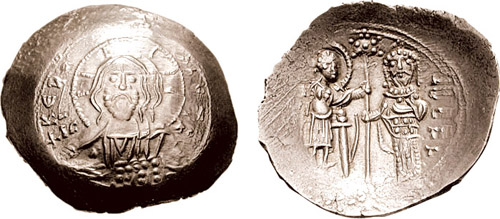
Ejemplo de 'histamena' posteriores muy degradadas, monedas de electro de los primeros años del emperador Alejo I Comneno (r. 1081-1118).

A partir de Miguel IV, que era un antiguo prestamista, el contenido en oro comenzó a reducirse cada vez más y las monedas a depreciarse. Tras un periodo de relativa estabilidad hacia 1055-1070, el contenido en oro disminuyó drásticamente en las desastrosas décadas de 1070 y 1080. Los michaelata (plural de michaelatus) de Miguel VII Ducas (r. 1071-1078) aún contenían unos 16 quilates de oro, pero en tiempos de Alejo I Comneno (r. 1081-1118), los nomismata acuñados casi no contenían oro. Así, en 1092, Alejo I llevó a cabo una amplia reforma monetaria, sustituyendo entre otras las monedas de oro degradadas, tanto el histamenon como el tetarteron, por una nueva emisión de oro de alta calidad, el hiperpirón.
A partir de entonces, y mientras duró el sistema monetario de los comnenos (siglos XII-XIII), el término stamenon, por su asociación con las monedas escifatas, pasó a aplicarse como término general a las monedas de vellón y de cobre. (trachea), igualmente cóncavas, emitidas por el Imperio bizantino.